# Ivan Horvat (athlétisme)
Pour les articles homonymes, voir Ivan Horvat.
Ivan Horvat, né le 17 août 1993 à Osijek, est un athlète croate, spécialiste du saut à la perche.

## Carrière
Il saute 5,51 m à Split le 11 septembre 2011, mesure qu'il améliore à Varaždin en juin 2012.
Son meilleur saut était ensuite de 5,62 m réalisé à Koper le 29 juin 2013, mesure qu'il améliore le 26 juillet 2015 à Varaždin en 5,65 m.
Son meilleur saut est de 5,70 m, record national, réalisé lors des qualifications des Championnats du monde de Pékin le 22 août 2015.
Il améliore son record national en salle pour sa première compétition hivernale le 16 janvier, en réalisant 5,61 m. Il porte cette marque à 5,63 le 1er mars à Belgrade. Le 8 juillet, Horvat se classe 7e des Championnats d'Europe d'Amsterdam avec 5,30 m.
Le 6 septembre, il s'impose au Mémorial Hanžeković de Zagreb en égalant son record de Croatie à 5,70 m avant d'échouer à 5,80 m.
Le 18 février 2017, à Belgrade, Horvat établit un record national en salle, effaçant une barre à 5,72 m. Il améliore sur ce stade une semaine plus tard, son record à 5,76 m.
Lors des championnats de Croatie de 2018, il réalise un nouveau record en plein air avec un saut à 5,71 m.

## Palmarès
| Date | Compétition                       | Lieu         | Résultat | Marque |
| ---- | --------------------------------- | ------------ | -------- | ------ |
| 2010 | Jeux olympiques de la jeunesse    | Singapour    | 8e       | 4,70 m |
| 2011 | Championnats d'Europe juniors     | Tallinn      | 12e      | NM     |
| 2012 | Championnats du monde juniors     | Barcelone    | 2e       | 5,55 m |
| 2013 | Championnats des Balkans en salle | Istanbul     | 1er      | 5,60 m |
| 2013 | Championnats d'Europe par équipes | Kaunas       | 2e       | 5,40 m |
| 2013 | Championnats d'Europe espoirs     | Tampere      | 10e      | 5,20 m |
| 2014 | Championnats d'Europe par équipes | Riga         | 3e       | 5,20 m |
| 2014 | Championnats des Balkans          | Pitești      | 1er      | 5,30 m |
| 2015 | Championnats des Balkans en salle | Istanbul     | 2e       | 5,30 m |
| 2015 | Championnats des Balkans          | Pitești      | 2e       | 5,50 m |
| 2015 | Championnats d'Europe par équipes | Stara Zagora | 1er      | 5,40 m |
| 2015 | Championnats d'Europe espoirs     | Tallinn      | 5e       | 5,40 m |
| 2015 | Championnats du monde             | Pékin        | 9e       | 5,65 m |
| 2016 | Championnats d'Europe             | Amsterdam    | 7e       | 5,30 m |
| 2016 | Championnats des Balkans          | Pitesti      | 1er      | 5,50 m |
| 2017 | Championnats des Balkans en salle | Belgrade     | 1er      | 5,76 m |
| 2017 | Championnats d'Europe en salle    | Belgrade     | 6e       | 5,75 m |
| 2017 | Championnats d'Europe par équipes | Tel Aviv     | 1er      | 5,70 m |
| 2017 | Championnats des Balkans          | Novi Pazar   | 1er      | 5,50 m |
| 2018 | Championnats des Balkans en salle | Istanbul     | 1er      | 5,55 m |
| 2018 | Championnats des Balkans          | Stara Zagora | 1er      | 5,30 m |
| 2019 | Championnats des Balkans en salle | Istanbul     | 2e       | 5,30 m |
| 2019 | Championnats d'Europe par équipes | Bydgoszcz    | 4e       | 5,20 m |

National : champion de Croatie au saut à la perche de 2009 à 2018.

## Records
| Épreuve          | Épreuve   | Marque       | Lieu     | Date            |
| ---------------- | --------- | ------------ | -------- | --------------- |
| Saut à la perche | Plein air | 5,71 m (NR)  | Zagreb   | 29 juillet 2018 |
| Saut à la perche | En salle  | 5,76 m (NIR) | Belgrade | 25 février 2017 |